# Astragalus bukanensis
Astragalus bukanensis är en ärtväxtart som beskrevs av Maassoumi och Dieter Podlech. Astragalus bukanensis ingår i släktet vedlar, och familjen ärtväxter. Inga underarter finns listade i Catalogue of Life.